# Temporada da NFL de 2018
A Temporada de 2018 da NFL foi a 99ª temporada regular da National Football League (NFL), a principal liga profissional de futebol americano dos Estados Unidos. Começou no dia 6 de setembro de 2018 com o time campeão do Super Bowl LII, o Philadelphia Eagles, recebendo em casa o Atlanta Falcons. A temporada terminou no Super Bowl LIII, a grande final do campeonato, no dia 3 de fevereiro de 2019 no Mercedes-Benz Stadium em Atlanta, Geórgia, onde o New England Patriots conquistou seu sexto título, empatando com o Pittsburgh Steelers como o time mais vitorioso na era do Super Bowl.

## Mudanças nas regras
As seguintes mudanças de regra foram aprovadas para a temporada de 2018 pelo Comitê de Competição:
- É feita permanente a regra que havia mudado o local da bola (linha de 25 jardas) após um touchback de um kickoff. Antes de 2017, a bola seria colocada na linha de 20 jardas.
- Atualização na definição de uma "recepção":
  - dois pés, ou qualquer parte do corpo que não seja as mãos, no chão
  - controle da bola
  - Fazer um "football move" (movimento com a bola) como fazer um terceiro passo, alcançando/estendendo para a linha para ganhar, guardando a bola, afastando jogadores defensivos, ou ter a capacidade de fazer tal ação.

A regra para os recebedores indo para o chão durante o processo de fazer uma recepção foi apagada. Isso é uma resposta para várias questões a respeito da regra "indo para o chão", especialmente em duas específicas situações, em 2014, nos playoffs, quando o WR Dez Bryant, do Dallas Cowboys, e em 2017, quando o TE Jesse James, do Pittsburgh Steelers, tiveram suas recepções anuladas devido a regra antiga.
- É permitido a qualquer membro do departamento de arbitragem instruir os juízes a desqualificar qualquer jogador e sinalar como falta quando este comete uma ato anti-desportivo flagrante no campo. Isso é uma resposta a situação onde o tight end do New England Patriots, Rob Gronkowski, intencionalmente atingiu o defensive back do Buffalo Bills, Tre'Davious White, causando uma concussão no jogador. Gronkowski não foi expulso de campo, mas acabou sendo suspenso por uma partida após uma revisão da NFL.
- Ilegalmente bater na bola no down de scrimmage perderá o down além da penalidade de 10 jardas que já estava em vigor.
- Na prorrogação, quando o time que possui a primeira posse de bola e fez um field goal e o segundo time comete um turnover (fumble ou interceptação), a jogada se concluirá até o final, incluindo qualquer ponto que seja marcado por qualquer um dos times.
- Se um time marcar um touchdown no final do jogo para vencer a partida, o chute de extra-point ou conversão de dois pontos não precisará mais ser feito.[4]

O seguintes pontos de ênfase para a temporada de 2018:
- Espírito esportivo será rigorosamente imposto por penalidades e ejeções.
- Interferência no passe (tanto ofensiva quanto defensiva) será aplicado com mais vigor.
- Corredores (quarterbacks/running backs) que "se entregam" será considerado derrubado no primeiro ponto que uma parte do corpo tocar no chão (independente se ele se jogar no chão com a cabeça ou fazer um carrinho para frente). Se um jogador estiver comprometido no ato do tackle quando o jogador com a bola estiver se entregando, a jogada será considerada ainda legal. Tackles atrasados devem ser penalizados com 15 jardas, conforme a regulamentação anterior.
- Defensores são repsonsáveis por evitar cair no quarterback quando estiver caindo no chão.
- Estritamente impondo a regra de que contato inicial utilizando a cabeça/pescoço do long snapper em punts/PAT/Field Goals é uma falta (15 jardas).
- Jogadores em punts que acabam saindo das fronteiras do campo devem fazer todo o possível para tentar retornar ao campo de jogo ou o time será penalizado em 5 jardas.
- Jogadores evitaram contato com o oponentes quando ouvirem o apito para parar o progresso da jogada pelo árbitro. Ações desnecessárias ou forçadas contra oponentes após o apito resultarão numa penalidade de 15 jardas por 'violência desnecessária'.

Os seguintes estatutos e resoluções foram aprovados:
- Torna permanente a liberação de regras de exercícios para os prospectos do draft.
- Em um período de teste de um ano, é liberada a regra que permite reassinar um jogador que esta em waiver (jogador sob contrato que pode negociar com outros times).
- Jogadores na reserva de machucados (injured reserve) pode ser trocado.
- Jogadores com um machucado considerado grande pode ser colocado na reserva de machucados sem dispensar jogadores que estão em situação de waiver.
- o período de 10 dias para reclamar um jogador em waiver na pós-temporada é reduzido para um dia.
- Jogadores podem ser reativados da reserva de machucados após oito jogos ao invés de oito semanas.
- Times tem sete dias úteis para completar acertar uma liquidação de machucados, ao invés de cinco.
- Jogadores numa certa categoria de lista de reserva não podem retornar ao time após 13 semanas.
- Esclarecer procedimentos de lista para jogadores com obrigações militares.
- Em um período de teste de um ano, times podem contactar um jogador que publicamente anunciou que será liberado antes da NFL listar as transações no seu quadro oficial.

As seguintes mudanças para regras de kickoffs foram aprovadas em reunião de donos de times feito em 23 de maio de 2018:
- Jogadores devem se alinhar para o kickoff da seguinte maneira:
  - Cinco jogadores do time chutador em cada lado do kicker
  - Dois jogadores em cada lado devem estar alinhados do lado mais para fora e outros dois devem estar alinhados mais para dentro
  - Jogadores do time chutador (excluindo o próprio kicker) devem se alinhar uma jarda atrás da linha de chute (atualmente o limite é de 5 jardas)
  - O time que receber a bola deve ter oito na "zona de set-up" de 15 jardas
- Bloqueios duplos não serão permitidos, a não ser que sejam feitos na "zona de set-up"
- Bloqueios são proibidos dentro da área restrita (10 jardas do local do kickoff) até que a bola toque o chão ou seja tocada no campo de jogo
- Uma vez que a bola entre na end zone após o kickoff, seria um touchback automático. Players não terão mais que "ajoelhar" na end zone na parar a jogada
- Todo jogador sendo desqualificado são sujeitos a um replay
- Agora é falta (15 jardas) para jogadores que baixarem seu capacete para iniciar ou fazer contato com um jogador do outro time. O jogador que cometer a falta pode ser desqualificado se:
  - Jogador abaixa seu capacete para estabelecer uma postura corporal linear para iniciar ou fazer contato com o capacete
  - Jogador dando o golpe tem um caminho não obstruído do seu oponente
  - Contato era claramente evitável (o jogador fazendo o tackle tinha outras opções)

Em resposta a controvérsia a respeito dos protestos durante o hino nacional, nas temporadas de 2016 e 2017, foi decidido que todos os jogadores em campo durante o "The Star-Spangled Banner" (o hino nacional dos Estados Unidos) devem ficar de pé para o hino. Jogadores e funcionários não são obrigados a estarem no campo nessa hora e podem esperar no vestiário como alternativa. A NFL will não aplicará multas aos jogadores ou funcionários que desafiarem esta regra, mas irá multar os times em si, que poderão multar seus jogadores se assim julgarem necessário. A Associação de Jogadores da National Football League entrou com uma reclamação contra liga, em 11 de julho. Muitos times afirmaram que ficariam do lado dos seus jogadores e os protegeriam, não retaliando em caso de multas.

## Classificação
V = Vitórias, D = Derrotas, E = Empates, PCT = porcentagem de vitórias, PF= Pontos feitos, PS = Pontos sofridos
Classificados para os playoffs estão marcados em verde
| AFC Leste            |    |    |   |       |     |     |
| Time                 | V  | D  | E | PCT   | PF  | PS  |
| New England Patriots | 11 | 5  | 0 | 68,8% | 436 | 325 |
| Miami Dolphins       | 7  | 9  | 0 | 43,8% | 319 | 433 |
| Buffalo Bills        | 6  | 10 | 0 | 37,5% | 262 | 374 |
| New York Jets        | 4  | 12 | 0 | 25%   | 333 | 441 |
| AFC Norte            |    |    |   |       |     |     |
| Time                 | V  | D  | E | PCT   | PF  | PS  |
| Baltimore Ravens     | 10 | 6  | 0 | 62,5% | 389 | 287 |
| Pittsburgh Steelers  | 9  | 6  | 1 | 59,4% | 428 | 360 |
| Cleveland Browns     | 7  | 8  | 1 | 46,9% | 359 | 392 |
| Cincinnati Bengals   | 6  | 10 | 0 | 37,5% | 368 | 455 |
| AFC Sul              |    |    |   |       |     |     |
| Time                 | V  | D  | E | PCT   | PF  | PS  |
| Houston Texans       | 11 | 5  | 0 | 68,8% | 402 | 316 |
| Indianapolis Colts   | 10 | 6  | 0 | 62,5% | 433 | 344 |
| Tennessee Titans     | 9  | 7  | 0 | 56,3% | 310 | 303 |
| Jacksonville Jaguars | 5  | 11 | 0 | 31,3% | 245 | 316 |
| AFC Oeste            |    |    |   |       |     |     |
| Time                 | V  | D  | E | PCT   | PF  | PS  |
| Kansas City Chiefs   | 12 | 4  | 0 | 75%   | 565 | 421 |
| Los Angeles Chargers | 12 | 4  | 0 | 75%   | 428 | 329 |
| Denver Broncos       | 6  | 10 | 0 | 37,5% | 329 | 349 |
| Oakland Raiders      | 4  | 12 | 0 | 25%   | 290 | 467 |

| NFC Leste            |    |    |   |       |     |     |
| Time                 | V  | D  | E | PCT   | PF  | PS  |
| Dallas Cowboys       | 10 | 6  | 0 | 62,5% | 339 | 324 |
| Philadelphia Eagles  | 9  | 7  | 0 | 56,3% | 367 | 348 |
| Washington Redskins  | 7  | 9  | 0 | 43,8% | 281 | 359 |
| New York Giants      | 5  | 11 | 0 | 31,3% | 369 | 412 |
| NFC Norte            |    |    |   |       |     |     |
| Time                 | V  | D  | E | PCT   | PF  | PS  |
| Chicago Bears        | 12 | 4  | 0 | 75%   | 421 | 283 |
| Minnesota Vikings    | 8  | 7  | 1 | 53,1% | 360 | 341 |
| Green Bay Packers    | 6  | 9  | 1 | 40,6% | 376 | 400 |
| Detroit Lions        | 6  | 10 | 0 | 37,5% | 324 | 360 |
| NFC Sul              |    |    |   |       |     |     |
| Time                 | V  | D  | E | PCT   | PF  | PS  |
| New Orleans Saints   | 13 | 3  | 0 | 81,3% | 504 | 353 |
| Atlanta Falcons      | 7  | 9  | 0 | 43,8% | 414 | 423 |
| Carolina Panthers    | 7  | 9  | 0 | 43,8% | 376 | 382 |
| Tampa Bay Buccaneers | 5  | 11 | 0 | 31,3% | 396 | 464 |
| NFC Oeste            |    |    |   |       |     |     |
| Time                 | V  | D  | E | PCT   | PF  | PS  |
| Los Angeles Rams     | 13 | 3  | 0 | 81,3% | 527 | 384 |
| Seattle Seahawks     | 10 | 6  | 0 | 62,5% | 428 | 347 |
| San Francisco 49ers  | 4  | 12 | 0 | 25%   | 342 | 435 |
| Arizona Cardinals    | 3  | 13 | 0 | 18,8% | 225 | 425 |

## Pós-temporada
Os playoffs (mata-mata) de 2018 começaram em 5-6 de janeiro de 2019, com a rodada de Wild Card (repescagem). Os quatro vencedores então competiram contra os dois times de melhor campanha em cada conferência nos playoffs de divisão, o que aconteceu em 12 e 13 de janeiro. Os vencedores desta partida foram para as finais de Conferência, que foram disputadas em 20 de janeiro. O Pro Bowl de 2019 aconteceu no Camping World Stadium em Orlando, Flórida a 27 de janeiro e foi transmitida, nos Estados Unidos, pela ESPN e pela ABC. O Super Bowl LIII aconteceu em 3 de fevereiro, no Mercedes-Benz Stadium, em Atlanta, com transmissão americana da CBS.
| Tabela dos Playoffs |                                                  |                                              |
| Posição             | AFC                                              | NFC                                          |
| 1                   | Kansas City Chiefs (Vencedor da divisão Oeste)   | New Orleans Saints (Vencedor da divisão Sul) |
| 2                   | New England Patriots (Vencedor da divisão Leste) | Los Angeles Rams (Vencedor da divisão Oeste) |
| 3                   | Houston Texans (Vencedor da divisão Sul)         | Chicago Bears (Vencedor da divisão Norte)    |
| 4                   | Baltimore Ravens (Vencedor da divisão Norte)     | Dallas Cowboys (Vencedor da divisão Leste)   |
| 5                   | Los Angeles Chargers                             | Seattle Seahawks                             |
| 6                   | Indianapolis Colts                               | Philadelphia Eagles                          |

### Playoffs
|  |                                 |                                 |                                 |                 |                 |                                  |                                               |                                  |                                   |                                   |                                   |                                         |                                         |                                         |  |  |  |  |
|  | 6 de janeiro – M&T Bank Stadium | 6 de janeiro – M&T Bank Stadium | 6 de janeiro – M&T Bank Stadium |                 |                 | 13 de janeiro – Gillette Stadium | 13 de janeiro – Gillette Stadium              | 13 de janeiro – Gillette Stadium |                                   |                                   |                                   |                                         |                                         |                                         |  |  |  |  |
|  | 6 de janeiro – M&T Bank Stadium | 6 de janeiro – M&T Bank Stadium | 6 de janeiro – M&T Bank Stadium |                 |                 | 13 de janeiro – Gillette Stadium | 13 de janeiro – Gillette Stadium              | 13 de janeiro – Gillette Stadium |                                   |                                   |                                   |                                         |                                         |                                         |  |  |  |  |
|  | 6 de janeiro – M&T Bank Stadium | 6 de janeiro – M&T Bank Stadium | 6 de janeiro – M&T Bank Stadium |                 |                 | 13 de janeiro – Gillette Stadium | 13 de janeiro – Gillette Stadium              | 13 de janeiro – Gillette Stadium |                                   |                                   |                                   |                                         |                                         |                                         |  |  |  |  |
|  | 6 de janeiro – M&T Bank Stadium | 6 de janeiro – M&T Bank Stadium | 6 de janeiro – M&T Bank Stadium |                 |                 | 13 de janeiro – Gillette Stadium | 13 de janeiro – Gillette Stadium              | 13 de janeiro – Gillette Stadium |                                   |                                   |                                   |                                         |                                         |                                         |  |  |  |  |
|  | 5                               | LA Chargers                     | 23                              |                 |                 | 13 de janeiro – Gillette Stadium | 13 de janeiro – Gillette Stadium              | 13 de janeiro – Gillette Stadium |                                   |                                   |                                   |                                         |                                         |                                         |  |  |  |  |
|  | 5                               | LA Chargers                     | 23                              | 5               | LA Chargers     | 28                               |                                               |                                  |                                   |                                   |                                   |                                         |                                         |                                         |  |  |  |  |
|  | 4                               | Baltimore                       | 17                              | 5               | LA Chargers     | 28                               |                                               |                                  | 20 de janeiro – Arrowhead Stadium | 20 de janeiro – Arrowhead Stadium | 20 de janeiro – Arrowhead Stadium |                                         |                                         |                                         |  |  |  |  |
|  | 4                               | Baltimore                       | 17                              | 2               | New England     | 41                               |                                               |                                  | 20 de janeiro – Arrowhead Stadium | 20 de janeiro – Arrowhead Stadium | 20 de janeiro – Arrowhead Stadium |                                         |                                         |                                         |  |  |  |  |
|  |                                 |                                 |                                 | 2               | New England     | 41                               |                                               |                                  | 20 de janeiro – Arrowhead Stadium | 20 de janeiro – Arrowhead Stadium | 20 de janeiro – Arrowhead Stadium |                                         |                                         |                                         |  |  |  |  |
|  | AFC                             |                                 |                                 |                 |                 |                                  |                                               |                                  | 20 de janeiro – Arrowhead Stadium | 20 de janeiro – Arrowhead Stadium | 20 de janeiro – Arrowhead Stadium |                                         |                                         |                                         |  |  |  |  |
|  | 5 de janeiro – NRG Stadium      | 5 de janeiro – NRG Stadium      | 5 de janeiro – NRG Stadium      | 2               | New England     | 37                               |                                               |                                  |                                   |                                   |                                   |                                         |                                         |                                         |  |  |  |  |
|  | 5 de janeiro – NRG Stadium      | 5 de janeiro – NRG Stadium      | 5 de janeiro – NRG Stadium      | 2               | New England     | 37                               | 12 de janeiro – Arrowhead Stadium             |                                  |                                   |                                   |                                   |                                         |                                         |                                         |  |  |  |  |
|  | 5 de janeiro – NRG Stadium      | 5 de janeiro – NRG Stadium      | 5 de janeiro – NRG Stadium      |                 | 1               | Kansas City                      | 31                                            |                                  |                                   |                                   |                                   |                                         |                                         |                                         |  |  |  |  |
|  | 5 de janeiro – NRG Stadium      | 5 de janeiro – NRG Stadium      | 5 de janeiro – NRG Stadium      |                 | 1               | Kansas City                      | 31                                            |                                  |                                   |                                   |                                   |                                         |                                         |                                         |  |  |  |  |
|  | 6                               | Indianapolis                    | 21                              | Campeão da AFC  | Campeão da AFC  | Campeão da AFC                   |                                               |                                  |                                   |                                   |                                   |                                         |                                         |                                         |  |  |  |  |
|  | 6                               | Indianapolis                    | 21                              | Campeão da AFC  | Campeão da AFC  | Campeão da AFC                   | 6                                             | Indianapolis                     | 13                                |                                   |                                   |                                         |                                         |                                         |  |  |  |  |
|  | 3                               | Houston                         | 7                               | Campeão da AFC  | Campeão da AFC  | Campeão da AFC                   | 6                                             | Indianapolis                     | 13                                |                                   |                                   | 3 de fevereiro – Mercedes-Benz Stadium  | 3 de fevereiro – Mercedes-Benz Stadium  | 3 de fevereiro – Mercedes-Benz Stadium  |  |  |  |  |
|  | 3                               | Houston                         | 7                               | Campeão da AFC  | Campeão da AFC  | Campeão da AFC                   | 1                                             | Kansas City                      | 31                                |                                   |                                   | 3 de fevereiro – Mercedes-Benz Stadium  | 3 de fevereiro – Mercedes-Benz Stadium  | 3 de fevereiro – Mercedes-Benz Stadium  |  |  |  |  |
|  | Playoffs de Wild Card           |                                 |                                 |                 |                 |                                  | 1                                             | Kansas City                      | 31                                |                                   |                                   | 3 de fevereiro – Mercedes-Benz Stadium  | 3 de fevereiro – Mercedes-Benz Stadium  | 3 de fevereiro – Mercedes-Benz Stadium  |  |  |  |  |
|  | Playoffs de Divisão             |                                 |                                 |                 |                 |                                  |                                               |                                  |                                   |                                   |                                   | 3 de fevereiro – Mercedes-Benz Stadium  | 3 de fevereiro – Mercedes-Benz Stadium  | 3 de fevereiro – Mercedes-Benz Stadium  |  |  |  |  |
|  | 5 de janeiro – AT&T Stadium     | 5 de janeiro – AT&T Stadium     | 5 de janeiro – AT&T Stadium     | AFC             | New England     | 13                               |                                               |                                  |                                   |                                   |                                   |                                         |                                         |                                         |  |  |  |  |
|  | 5 de janeiro – AT&T Stadium     | 5 de janeiro – AT&T Stadium     | 5 de janeiro – AT&T Stadium     | AFC             | New England     | 13                               | 12 de janeiro – Los Angeles Memorial Coliseum |                                  |                                   |                                   |                                   |                                         |                                         |                                         |  |  |  |  |
|  | 5 de janeiro – AT&T Stadium     | 5 de janeiro – AT&T Stadium     | 5 de janeiro – AT&T Stadium     |                 | NFC             | LA Rams                          | 3                                             |                                  |                                   |                                   |                                   |                                         |                                         |                                         |  |  |  |  |
|  | 5 de janeiro – AT&T Stadium     | 5 de janeiro – AT&T Stadium     | 5 de janeiro – AT&T Stadium     |                 | NFC             | LA Rams                          | 3                                             |                                  |                                   |                                   |                                   |                                         |                                         |                                         |  |  |  |  |
|  | 5                               | Seattle                         | 22                              | Super Bowl LIII | Super Bowl LIII | Super Bowl LIII                  |                                               |                                  |                                   |                                   |                                   |                                         |                                         |                                         |  |  |  |  |
|  | 5                               | Seattle                         | 22                              | Super Bowl LIII | Super Bowl LIII | Super Bowl LIII                  | 4                                             | Dallas                           | 22                                |                                   |                                   |                                         |                                         |                                         |  |  |  |  |
|  | 4                               | Dallas                          | 24                              | Super Bowl LIII | Super Bowl LIII | Super Bowl LIII                  | 4                                             | Dallas                           | 22                                |                                   |                                   | 20 de janeiro – Mercedes-Benz Superdome | 20 de janeiro – Mercedes-Benz Superdome | 20 de janeiro – Mercedes-Benz Superdome |  |  |  |  |
|  | 4                               | Dallas                          | 24                              | Super Bowl LIII | Super Bowl LIII | Super Bowl LIII                  | 2                                             | LA Rams                          | 30                                |                                   |                                   | 20 de janeiro – Mercedes-Benz Superdome | 20 de janeiro – Mercedes-Benz Superdome | 20 de janeiro – Mercedes-Benz Superdome |  |  |  |  |
|  |                                 |                                 |                                 |                 |                 |                                  | 2                                             | LA Rams                          | 30                                |                                   |                                   | 20 de janeiro – Mercedes-Benz Superdome | 20 de janeiro – Mercedes-Benz Superdome | 20 de janeiro – Mercedes-Benz Superdome |  |  |  |  |
|  | NFC                             |                                 |                                 |                 |                 |                                  |                                               |                                  |                                   |                                   |                                   | 20 de janeiro – Mercedes-Benz Superdome | 20 de janeiro – Mercedes-Benz Superdome | 20 de janeiro – Mercedes-Benz Superdome |  |  |  |  |
|  | 6 de janeiro – Soldier Field    | 6 de janeiro – Soldier Field    | 6 de janeiro – Soldier Field    | 2               | LA Rams         | 26                               |                                               |                                  |                                   |                                   |                                   |                                         |                                         |                                         |  |  |  |  |
|  | 6 de janeiro – Soldier Field    | 6 de janeiro – Soldier Field    | 6 de janeiro – Soldier Field    | 2               | LA Rams         | 26                               | 13 de janeiro – Mercedes-Benz Superdome       |                                  |                                   |                                   |                                   |                                         |                                         |                                         |  |  |  |  |
|  | 6 de janeiro – Soldier Field    | 6 de janeiro – Soldier Field    | 6 de janeiro – Soldier Field    |                 | 1               | New Orleans                      | 23                                            |                                  |                                   |                                   |                                   |                                         |                                         |                                         |  |  |  |  |
|  | 6 de janeiro – Soldier Field    | 6 de janeiro – Soldier Field    | 6 de janeiro – Soldier Field    |                 | 1               | New Orleans                      | 23                                            |                                  |                                   |                                   |                                   |                                         |                                         |                                         |  |  |  |  |
|  | 6                               | Philadelphia                    | 16                              | Campeão da NFC  | Campeão da NFC  | Campeão da NFC                   |                                               |                                  |                                   |                                   |                                   |                                         |                                         |                                         |  |  |  |  |
|  | 6                               | Philadelphia                    | 16                              | Campeão da NFC  | Campeão da NFC  | Campeão da NFC                   | 6                                             | Philadelphia                     | 14                                |                                   |                                   |                                         |                                         |                                         |  |  |  |  |
|  | 3                               | Chicago                         | 15                              | Campeão da NFC  | Campeão da NFC  | Campeão da NFC                   | 6                                             | Philadelphia                     | 14                                |                                   |                                   |                                         |                                         |                                         |  |  |  |  |
|  | 3                               | Chicago                         | 15                              | Campeão da NFC  | Campeão da NFC  | Campeão da NFC                   | 1                                             | New Orleans                      | 20                                |                                   |                                   |                                         |                                         |                                         |  |  |  |  |
|  |                                 |                                 |                                 |                 |                 |                                  | 1                                             | New Orleans                      | 20                                |                                   |                                   |                                         |                                         |                                         |  |  |  |  |

## Recordes, marcos e estatísticas notáveis
Semana 1
- Adrian Peterson se tornou o nono jogador a alcançar a marca de 100 touchdowns terrestres na carreira.[12]

Semana 2
- Frank Gore passou Curtis Martin na quarta posição dos running backs com mais jardas terrestres acumuladas na carreira, com 14 103 jardas.[13]

Semana 4
- Adam Vinatieri chutou o 566º field goal da carreira, estabelecendo um novo recorde na NFL.[14]

Semana 5
- Tom Brady lançou o touchdown aéreo de número 500 na carreira, se tornando o terceiro quarterback na história da NFL a conquistar tal feito (junto com Brett Favre e Peyton Manning) e se tornou o primeiro a conquistar esta marca jogando por um único time.[15] Brady também lançou um touchdown para um 71º recebedor diferente, quebrando o recorde anterior que pertencia a Vinny Testaverde.[16]
- Drew Brees se torna o jogador com mais jardas lançadas na história da liga, com 71 941, passando Brett Favre e Peyton Manning neste quesito. Brees passou essa marca num passe de 62 jardas para touchdown, anotado pelo recebedor Tre'Quan Smith.[17]

Semana 7
- Drew Brees se torna o terceiro quarterback na história da NFL a derrotar todos os 32 times da liga, se juntando a Brett Favre e Peyton Manning.[18]

Semana 8
- Adam Vinatieri quebra o recorde da liga com mais pontos anotados na carreira, com 2 550, passando Morten Andersen.[19]
- Adam Thielen empata o recorde de Calvin Johnson com 8 jogos seguidos com pelo menos 100 jardas de recepção.[20]

Semana 10
- Julio Jones se torna o jogador mais rápida na historia da NFL a alcançar a marca de 10 000 jardas de recepção na carreira, o fazendo em 104 jogos. O recorde anterior pertencia a Calvin Johnson, que o fez em 115 jogos.[21]
- Larry Fitzgerald passa Terrell Owens como o segundo recebedor com maior quantidade de jardas de recepção acumuladas na carreira, com 15 952 no total.[22]

Semana 11
- O Kansas City Chiefs marcam 51 pontos na sua derrota, por 54 a 51, para o Los Angeles Rams, a maior quantidade de pontos marcados por um time perdedor na história da liga. Os 105 pontos agregados é também a maior quantidade de pontos numa partida na história da liga.[23]

Semana 12
- O Houston Texans venceu seu oitavo jogo seguido após começar a temporada perdendo os três primeiros jogos, se tornando o primeiro time na história da liga a fazer isso.[24]
- Philip Rivers completou 25 passes seguidos desde o começo do jogo, quebrando o recorde de 22 passes por Mark Brunell. Essa marca também empatou o recorde de Ryan Tannehill de 25 passes completados em seguida num jogo inteiro. Rivers terminou a partida completando 28 de 29 passes (96,6%), quebrando o recorde de percentual de acerto (92,3%) que pertencia a Kurt Warner.[25]

Semana 14
- Derrick Henry se tornou o segundo jogador na história da NFL a conseguir marcar um touchdown terrestre de 99 jardas, se juntando a Tony Dorsett, que conseguiu este feito em 1982.[26]

Semana 15
- Tom Brady se tornou o quarto quarterback a alcançar a marca de 70 000 jardas aéreas na carreira.[27]

Semana 16
- O New England Patriots venceu ao menos 10 jogos numa temporada pelo 16º ano seguido, empatando o San Francisco 49ers (1983–98). Eles também garantiram o título de divisão da AFC East pela décima temporada seguida (estendendo o recorde que já era dos Patriots). Também foi o décimo ano seguido do time se classificando para os playoffs, quebrando o recorde anterior do Dallas Cowboys (1975–1983) e do Indianapolis Colts (2002–2010).

Semana 17
- George Kittle estabeleceu um novo recorde de jardas de recepção numa temporada por um tight end, com 1 377 jardas.[28]
- Baker Mayfield lançou para 27 touchdowns numa temporada, estabelecendo um novo recorde para um quarterback calouro.[29]

Playoff de divisão
- James White, do New England Patriots, empatou o recorde de número de recepções em um jogo de pós-temporada com 15 contra o Los Angeles Chargers.[30]
- Julian Edelman fez sua recepção de número 94 na pós-temporada, se tornando o jogador com mais recepções em playoffs, atrás de Jerry Rice.[31]

Super Bowl
- O New England Patriots venceram o Super Bowl LIII por 13 a 3 contra o Los Angeles Rams, sendo o menor número de pontos marcados numa final, superando o resultado do Super Bowl VII quando os Dolphins venceram os Redskins por 14 a 7.[32]

## Prêmios

### Individuais
| Prêmio                             | Vencedor        | Posição               | Time                 |
| ---------------------------------- | --------------- | --------------------- | -------------------- |
| AP Most Valuable Player (MVP)      | Patrick Mahomes | Quarterback           | Kansas City Chiefs   |
| AP Jogador de Ataque do Ano        | Patrick Mahomes | Quarterback           | Kansas City Chiefs   |
| AP Jogador de Defesa do Ano        | Aaron Donald    | Defensive tackle      | Los Angeles Rams     |
| AP Treinador do Ano                | Matt Nagy       | Head coach            | Chicago Bears        |
| AP Treinador Assistente do Ano     | Vic Fangio      | Coordenador de defesa | Chicago Bears        |
| AP Jogador Novato de Ataque do Ano | Saquon Barkley  | Running back          | New York Giants      |
| AP Jogador Novato de Defesa do Ano | Darius Leonard  | Linebacker            | Indianapolis Colts   |
| AP Comeback Player of the Year     | Andrew Luck     | Quarterback           | Indianapolis Colts   |
| Pepsi Novato do Ano                | Saquon Barkley  | Running back          | New York Giants      |
| Walter Payton NFL Man of the Year  | Chris Long      | Defensive end         | Philadelphia Eagles  |
| PFWA NFL Executivo do Ano          | Chris Ballard   | General manager       | Indianapolis Colts   |
| MVP do Super Bowl                  | Julian Edelman  | Wide Receiver         | New England Patriots |

### Time All-Pro
Os seguintes jogadores foram escolhidos como First Team All-Pro pela Associated Press:
| Ataque        | Ataque                                               |
| ------------- | ---------------------------------------------------- |
| Quarterback   | Patrick Mahomes, Kansas City                         |
| Running back  | Todd Gurley, Los Angeles Rams                        |
| Flex          | Tyreek Hill, Kansas City                             |
| Wide receiver | Michael Thomas, New Orleans DeAndre Hopkins, Houston |
| Tight end     | Travis Kelce, Kansas City                            |
| Left tackle   | David Bakhtiari, Green Bay                           |
| Left guard    | Quenton Nelson, Indianapolis                         |
| Center        | Jason Kelce, Philadelphia                            |
| Right guard   | Zack Martin, Dallas                                  |
| Right tackle  | Mitchell Schwartz, Kansas City                       |

| Defesa           | Defesa                                                                    |
| ---------------- | ------------------------------------------------------------------------- |
| Edge rusher      | J. J. Watt, Houston Khalil Mack, Chicago                                  |
| Interior lineman | Aaron Donald, Los Angeles Rams Fletcher Cox, Philadelphia                 |
| Linebacker       | Luke Kuechly, Carolina Bobby Wagner, Seattle Darius Leonard, Indianapolis |
| Cornerback       | Kyle Fuller, Chicago Stephon Gilmore, New England                         |
| Safety           | Eddie Jackson, Chicago Derwin James, Los Angeles Chargers                 |

| Placekicker   | Justin Tucker, Baltimore              |
| Punter        | Michael Dickson, Seattle              |
| Kick returner | Andre Roberts, New York Jets          |
| Special teams | Adrian Phillips, Los Angeles Chargers |